# Bisschopskapel (Roermond)
De Bisschoppelijke Grafkapel, beter bekend als Bisschopskapel, is een kapel op de begraafplaats Nabij de Kapel in 't Zand in de Nederlandse stad Roermond.

## Achtergrond
De begraafplaats 'Nabij de Kapel in 't Zand', in de volksmond het 'Oude Kerkhof' genoemd, ontstond in 1785 toen op gezag van keizer Jozef II niet meer binnen de stadsmuren mocht worden begraven. De uit Roermond afkomstige architect Pierre Cuypers was in 1858 verantwoordelijk voor de herinrichting van de begraafplaats. Hij ontwierp ook een neoromaanse grafkapel, waar de bisschoppen van Roermond hun rustplaats konden vinden. Joannes Paredis (1795-1886), die na het herstel van de bisschoppelijke hiërarchie (1853) de eerste bisschop van het herstelde Bisdom Roermond werd, was de eerste die werd bijgezet. Eind 1887 werd de grafkapel ingezegend door bisschop Franciscus Boermans.
De kapel staat centraal op de begraafplaats, op de kruising van de hoofdallee en twee zijlanen. Het graf van Cuypers ligt links achter de kapel. Cuypers ontwierp overigens ook twee andere grafkapellen op de begraafplaats, die van de familie Bongaerts en van de familie Stoltzenberg.

## Beschrijving
De kapel is opgetrokken in baksteen op een klaverbladvormige plattegrond. De middenruimte rijst hoog op en wordt gedekt door een achthoekige koepel op trompen, bekroond met een kruis. De drie halfronde apsissen hebben rondboogvensters. 
Het verlengd portaal wordt bekroond door een schilddak, met daaronder een roosvenster in het timpaan. Een zware houten deur in een uitbouw geeft toegang tot de kapel. In de gevel boven de entree is een band aangebracht met het opschrift: 

BEATI MORTUI, QUI IN DOMINO MORIUNTUR
APOC XIV, 13

### Crypte
De crypte is toegankelijk via een trap aan de linkerzijde van de kapelentree. Onder de drie apsissen zijn muren met telkens negen nissen geplaatst. De grafruimten worden als ze bezet zijn afgesloten met een witmarmeren plaat met in het Latijn de gegevens van de overledene.
Bijgezet zijn: 
- Joannes Paredis (1795-1886), bisschop;
- Franciscus Boermans (1815-1900), bisschop;
- Josephus Drehmanns (1843-1913), bisschop;
- Laurentius Schrijnen (1861-1932), bisschop;
- Antonius Hanssen (1906-1958), bisschop;
- Frans Jozef Feron (1896-1958), vicaris-generaal;
- Guillaume Lemmens (1884-1960), bisschop;
- Alphons Castermans (1924-2008), hulpbisschop;
- Harrie Smeets (1960-2023), bisschop.[5]

De bisschoppen Petrus Moors en Joannes Gijsen, alsmede hulpbisschop Edmond Beel zijn niet in deze grafkapel bijgezet. Hun lichamen rusten respectievelijk in Tungelroy, Sittard en Bemelen. Wel zijn er epitafen van deze bisschoppen. Eenmaal per jaar is de crypte van de bisschopskapel geopend, namelijk op 2 november (Allerzielen). Er is dan ook een eucharistieviering. In totaal zijn er in de crypte drie muren met elk plaats voor negen kisten (dus 27 plaatsen). In de ruim 150 jaar dat het 'nieuwe' bisdom Roermond bestaat zijn er pas dertien plaatsen bezet geraakt. Dit bijzetten in grafkelders, in plaats van begraven, wordt in Nederland niet vaak gedaan.

## Afbeeldingen

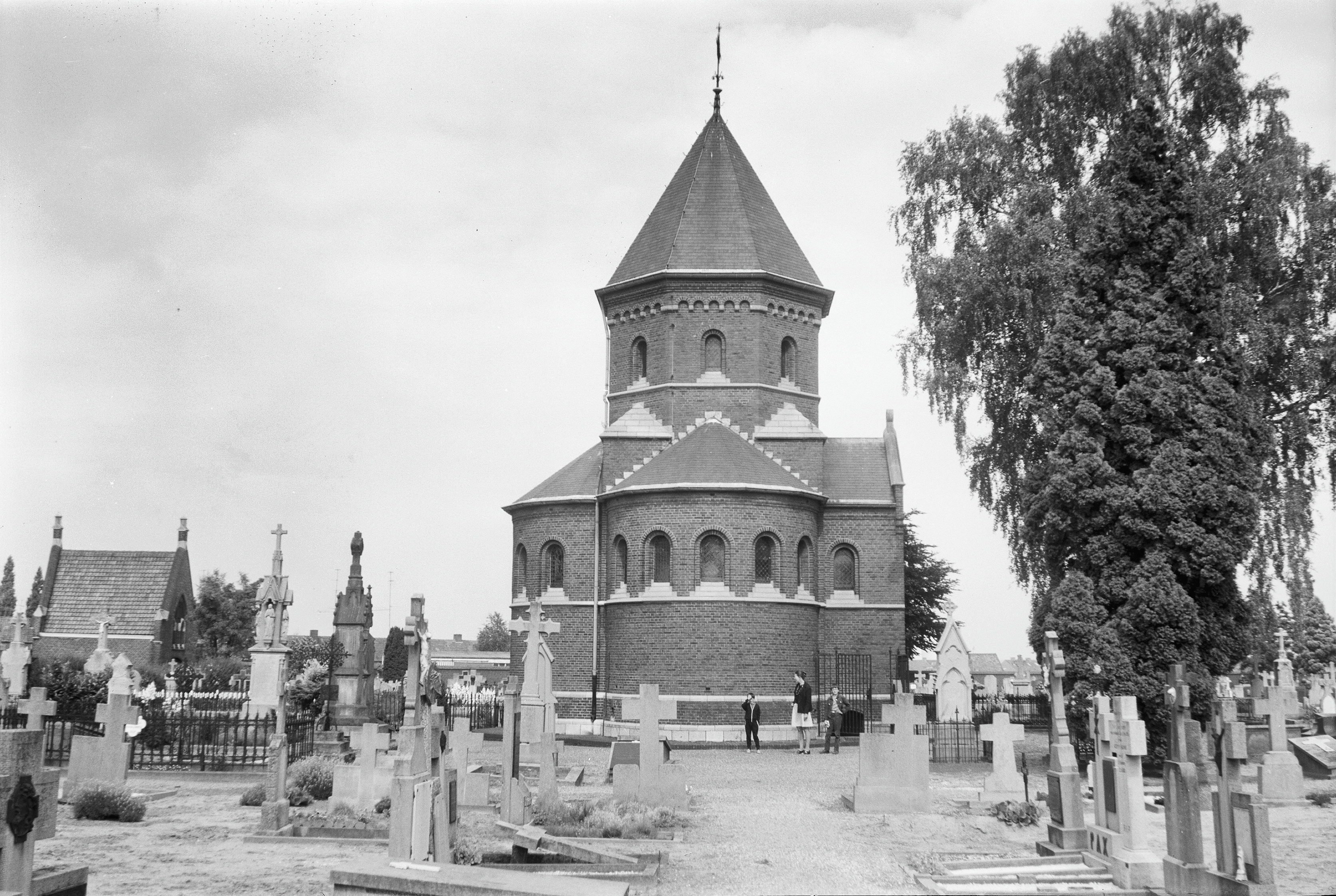
Kapel en begraafplaats (1971)
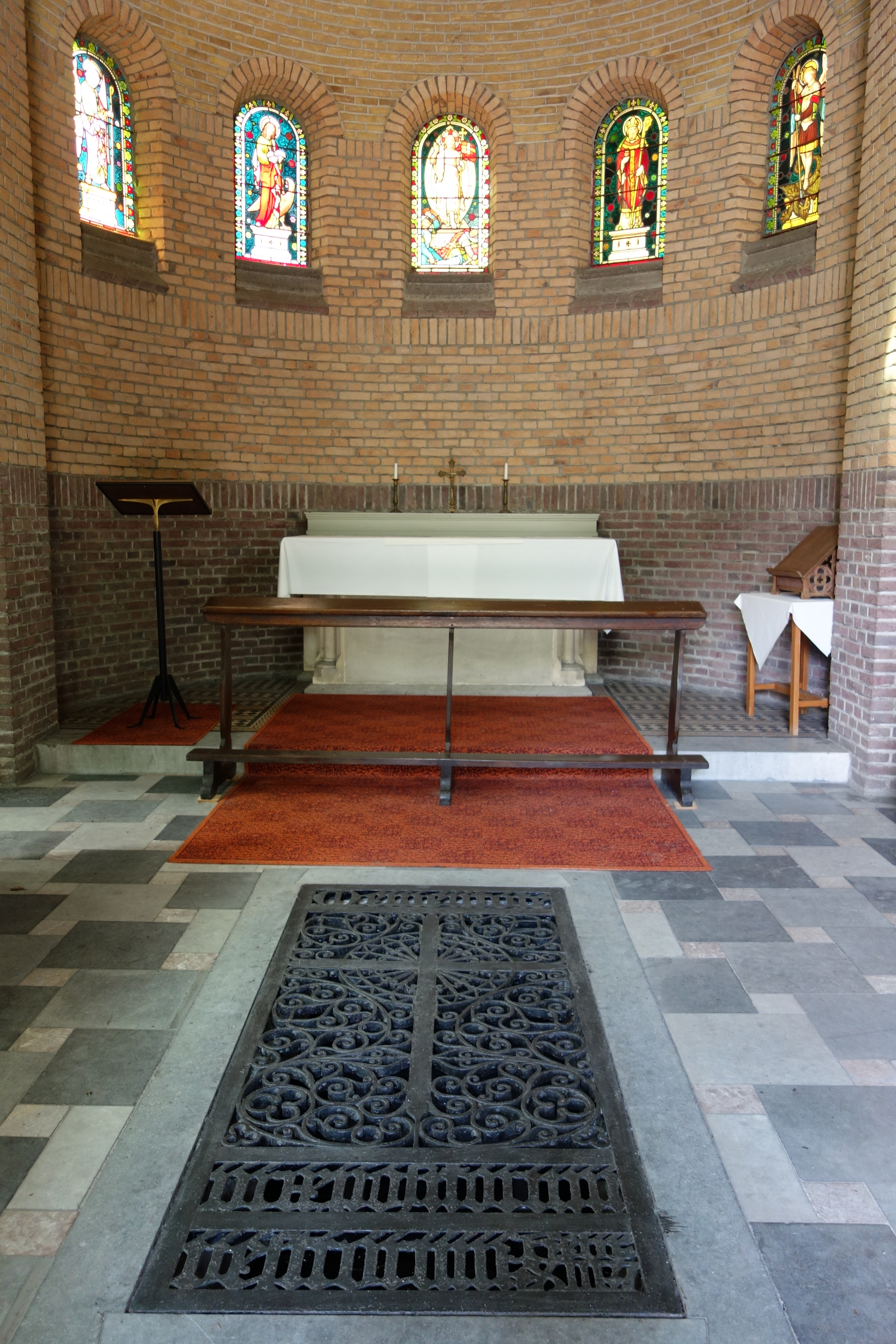
Altaar
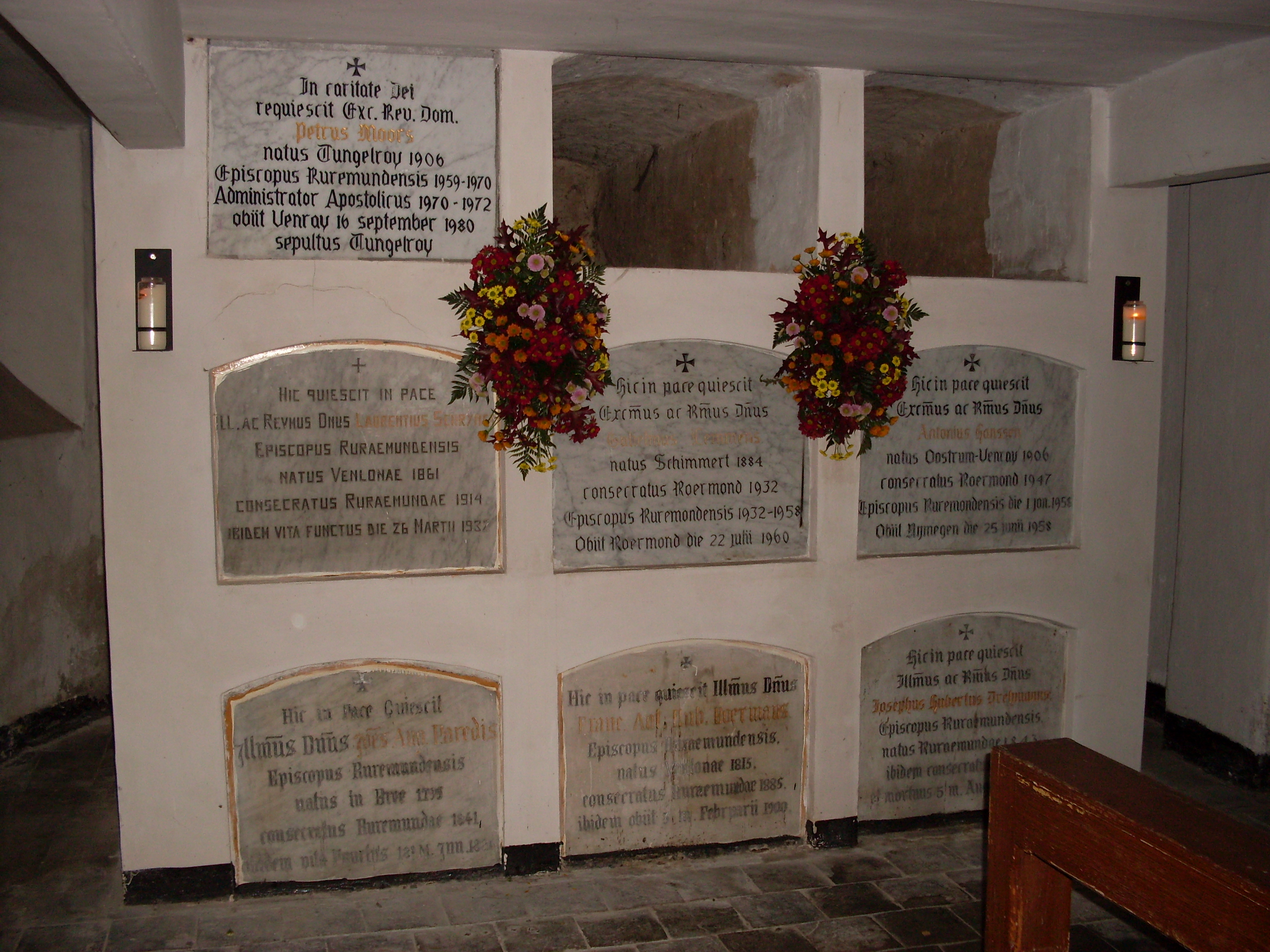
Graven van bisschoppen
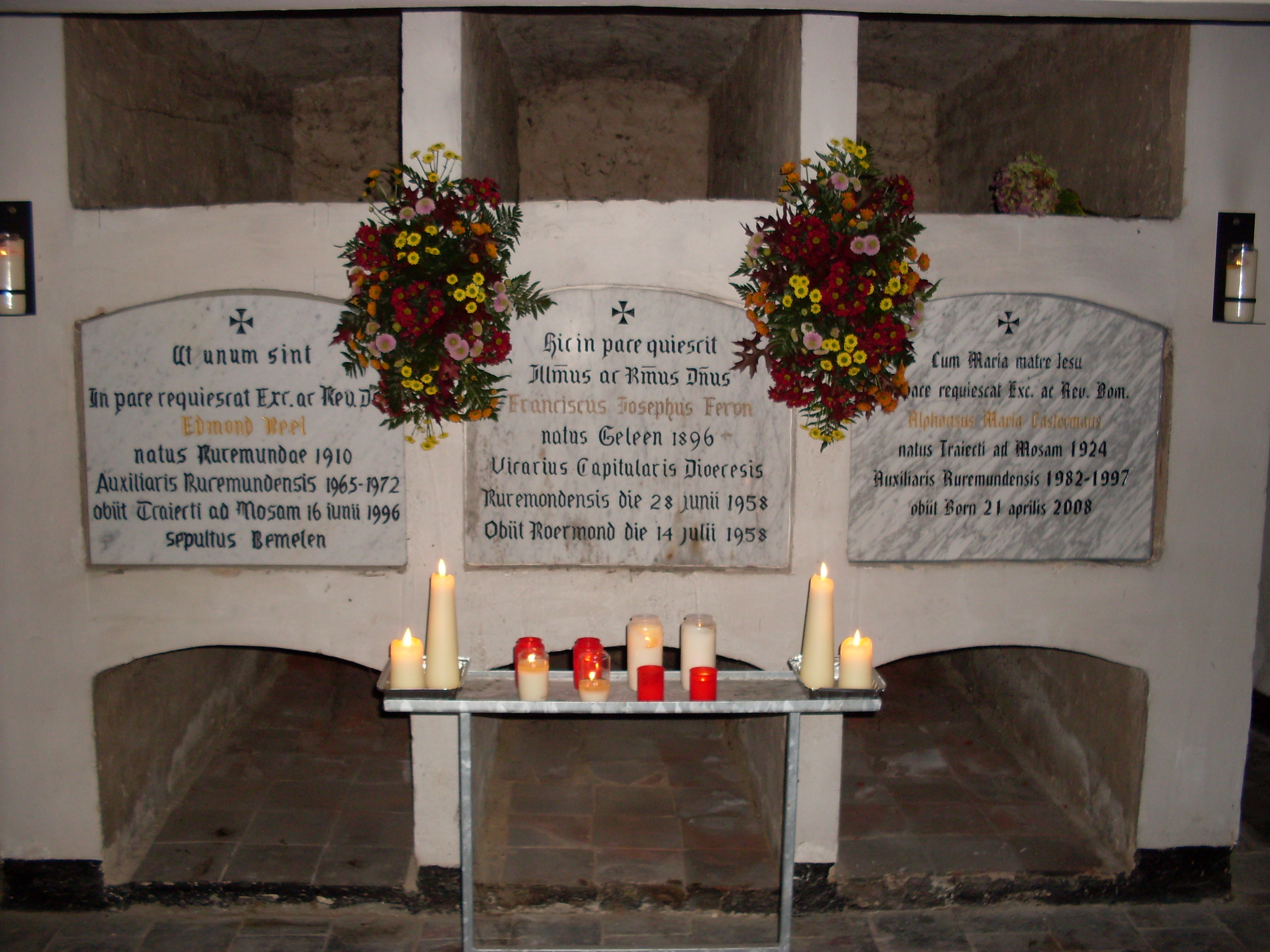
Graven van hulpbisschoppen

## Waardering
De kapel werd in 1976 als rijksmonument in het Monumentenregister opgenomen.